# Wilson Tiago
Wilson Tiago Matias (ur. 14 września 1983 w Limeirze) – brazylijski piłkarz z obywatelstwem meksykańskim występujący na pozycji środkowego pomocnika.

## Kariera klubowa
Wilson Tiago jest wychowankiem klubu Associação Esportiva Velo Clube Rioclarense z siedzibą w Rio Claro, jednak profesjonalną karierę piłkarską rozpoczynał jako dziewiętnastolatek w drugoligowej drużynie União São João z miasta Araras. Tam spędził sześć miesięcy roku, po czym odszedł do występującego w trzeciej lidze Ituano FC, z którym na koniec rozgrywek 2003 awansował na zaplecze najwyższej klasy rozgrywkowej. W ekipie z miasta Itu spędził w Série B bez większych sukcesów jeszcze półtora roku, a następnie wyjechał do Meksyku, gdzie podpisał umowę z zespołem Monarcas Morelia. W meksykańskiej Primera División zadebiutował 30 lipca 2005 w przegranym 1:2 spotkaniu z Cruz Azul, w którym w 62. minucie został ukarany czerwoną kartką. Szybko wywalczył sobie niepodważalne miejsce w wyjściowym składzie, zostając jednym z najlepszych środkowych pomocników rozgrywek i premierowego gola w lidze meksykańskiej strzelił 22 kwietnia 2006 w wygranej 1:0 konfrontacji z San Luis. Ogółem barwy Morelii reprezentował przez niemal pięć lat, mimo regularnych występów nie odnosząc jednak żadnych sukcesów.
Wiosną 2010 Wilson Tiago powrócił do ojczyzny, za sumę 800 tysięcy dolarów zasilając klub SC Internacional z siedzibą w Porto Alegre. W Campeonato Brasileiro Série A zadebiutował 9 maja 2010 w przegranym 1:2 meczu z Cruzeiro EC, zaś pierwszą bramkę zdobył 16 września tego samego roku w wygranym 3:1 pojedynku z São Paulo. Jeszcze w tym samym roku triumfował z drużyną prowadzoną przez trenera Celso Rotha w rozgrywkach Copa Libertadores i zajął drugie miejsce w lidze stanowej – Campeonato Gaúcho. Wziął także udział w Klubowych Mistrzostwach Świata, gdzie jego zespół odpadł w półfinale, zajmując ostatecznie trzecią lokatę. W 2011 roku triumfował natomiast w lidze stanowej, a także zdobył superpuchar Ameryki Południowej – Recopa Sudamericana. W Internacionalu spędził dwa lata, jednak nie spełnił pokładanych w nim oczekiwań jako następcy Sandro i mimo początkowych regularnych występów już po kilku miesiącach został relegowany do roli głębokiego rezerwowego. W kwietniu 2012 został wypożyczony na rok do ekipy Associação Portuguesa de Desportos z São Paulo, gdzie spędził ostatecznie tylko trzy miesiące.
W lipcu 2012 Wilson Tiago ponownie wyemigrował do Meksyku, za kwotę pół miliona dolarów zostając tym razem zawodnikiem zespołu Deportivo Toluca, gdzie od razu został kluczowym zawodnikiem środka pola. W jesiennym sezonie Apertura 2012 zdobył ze swoją drużyną wicemistrzostwo kraju, natomiast w 2014 roku dotarł do finału najbardziej prestiżowych rozgrywek północnoamerykańskiego kontynentu – Ligi Mistrzów CONCACAF. Po dwóch latach spędzonych w Toluce odszedł do niżej notowanego klubu Tiburones Rojos de Veracruz, którego barwy reprezentował przez sześć miesięcy, mając niepodważalną pozycję w pierwszym składzie, jednak nie osiągnął żadnych sukcesów. W międzyczasie otrzymał meksykańskie obywatelstwo, w wyniku wieloletniego zamieszkiwania w tym kraju. Bezpośrednio po tym przeniósł się do ekipy Chiapas FC z siedzibą w Tuxtla Gutiérrez, który wyłożył na jego transfer 1,8 miliona dolarów, lecz spędził tam tylko pół roku, głównie jako rezerwowy.
Latem 2015 Wilson Tiago na zasadzie wypożyczenia został zawodnikiem klubu Querétaro FC, którego barwy również reprezentował przez sześć miesięcy bez poważniejszych osiągnięć, nie potrafiąc wywalczyć sobie pewnej pozycji w linii pomocy. Bezpośrednio po tym przeszedł do drużyny Dorados de Sinaloa z miasta Culiacán.
| Sezon     | Klub                               | Kraj     | Rozgrywki | Mecze | Bramki |
| --------- | ---------------------------------- | -------- | --------- | ----- | ------ |
| 2003      | União São João                     | Brazylia | Série B   | 26    | 2      |
| 2003      | Ituano FC                          | Brazylia | Série C   |       |        |
| 2004      | Ituano FC                          | Brazylia | Série B   | 23    | 1      |
| 2005      | Ituano FC                          | Brazylia | Série B   | 13    | 1      |
| 2005/2006 | Monarcas Morelia                   | Meksyk   | Liga MX   | 29    | 1      |
| 2006/2007 | Monarcas Morelia                   | Meksyk   | Liga MX   | 36    | 2      |
| 2007/2008 | Monarcas Morelia                   | Meksyk   | Liga MX   | 37    | 1      |
| 2008/2009 | Monarcas Morelia                   | Meksyk   | Liga MX   | 34    | 3      |
| 2009/2010 | Monarcas Morelia                   | Meksyk   | Liga MX   | 20    | 2      |
| 2010      | SC Internacional                   | Brazylia | Série A   | 26    | 1      |
| 2011      | SC Internacional                   | Brazylia | Série A   | 4     | 0      |
| 2012      | Associação Portuguesa de Desportos | Brazylia | Série A   | 1     | 0      |
| 2012/2013 | Deportivo Toluca                   | Meksyk   | Liga MX   | 39    | 5      |
| 2013/2014 | Deportivo Toluca                   | Meksyk   | Liga MX   | 34    | 3      |
| 2014/2015 | Tiburones Rojos de Veracruz        | Meksyk   | Liga MX   | 17    | 0      |
| 2014/2015 | Chiapas FC                         | Meksyk   | Liga MX   | 9     | 0      |
| 2015/2016 | Querétaro FC                       | Meksyk   | Liga MX   | 12    | 0      |
| 2015/2016 | Dorados de Sinaloa                 | Meksyk   | Liga MX   |       |        |